# Pygopristis denticulata
Pygopristis denticulata – gatunek słodkowodnej ryby kąsaczokształtnej z rodziny piraniowatych (Serrasalmidae), jedyny przedstawiciel rodzaju Pygopristis. Występuje w dorzeczu Orinoko, w rzekach Wyżyny Gujańskiej oraz w dopływach dolnej Amazonki. Osiąga do 20 cm długości całkowitej.